# Kolossy Ferenc
Kolossy Ferenc, a román sajtóban Francisc Coloşi (Arad, 1930. május 31. – 2001. augusztus 27.) romániai nemzetközi labdarúgó-játékvezető.

## Pályafutása

### FIFA barátságos mérkőzések
| Időpont           | Helyszín             | Mérkőzés típusa              | Mérkőzés                   | Eredmény | Nézők száma |
| ----------------- | -------------------- | ---------------------------- | -------------------------- | -------- | ----------- |
| 1979. február 2.  | Burgasz              | barátságos                   | Bulgária–NDK               | 1 – 0    |             |
| 1980. március 26. | Népstadion, Budapest | felkészülési (544. mérkőzés) | Magyarország–Lengyelország | 2 – 1    | 15 000      |

### Bajnokcsapatok-Európa-kupája
| Időpont           | Mérkőzés           | Eredmény |
| ----------------- | ------------------ | -------- |
| 1977. november 2. | Juventus–Glentoran | 5 – 0    |

### UEFA-kupa
| Időpont              | Mérkőzés                           | Eredmény |
| -------------------- | ---------------------------------- | -------- |
| 1977. szeptember 28. | Altay Izmir - FC Carl Zeiss Jena   | 4 – 1    |
| 1978. szeptember 13. | Galatasaray - West Bromwich Albion | 1 – 3    |
| 1979. november 7.    | Bayern München - Aarhus GF         | 3 – 1    |